# Reto Burgermeister
Reto Burgermeister (Pfäffikon, 7 settembre 1975) è un allenatore di sci nordico ed ex fondista svizzero.

## Biografia

### Carriera sciistica
In Coppa del Mondo esordì il 7 dicembre 1996 a Davos (67°) e ottenne il primo podio il 25 gennaio 2003 a Oberhof (2°).
In carriera prese parte a tre edizioni dei Giochi olimpici invernali, Nagano 1998 (49° nella 50 km, 6° nella staffetta), Salt Lake City 2002 (9° nella 15 km, 37° nella 50 km, 41° nell'inseguimento, 10° nella staffetta) e Torino 2006 (59° nell'inseguimento, 17° nella sprint a squadre, 7° nella staffetta), e a cinque dei Campionati mondiali (5° nella staffetta a Val di Fiemme 2003 il miglior risultato).

### Carriera da allenatore
Dopo il ritiro è diventato allenatore dei fondisti nei quadri della nazionale svizzera, che ha guidato anche ai XXII Giochi olimpici invernali di Soči 2014.

## Palmarès

### Coppa del Mondo
- Miglior piazzamento in classifica generale: 31º nel 2004
- 2 podi (entrambi individuali[1]):
  - 2 secondi posti